# 마이클 잭슨의 문화적 영향

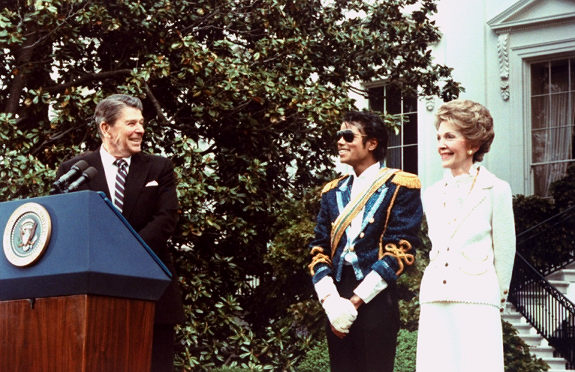
마이클 잭슨과 로널드 레이건

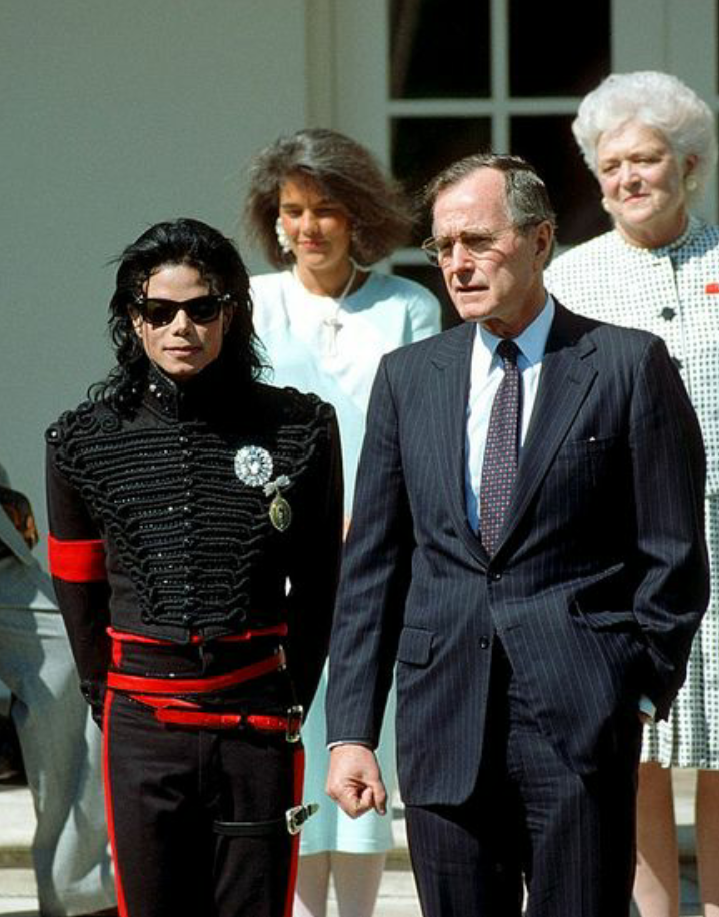
마이클 잭슨과 조지 H. W. 부시

미국의 싱어송라이터 마이클 잭슨(1958~2009)은 20세기와 21세기의 가장 중요한 문화적 인물 중 한 명이자 역대 가장 성공적이고 영향력 있는 엔터테이너 중 한 명으로 평가받고 있다. 종종 '팝의 제왕'으로 불리는 그의 업적은 미국 대중음악의 분리를 완료하는 데 도움이 되었고, 미래 세대의 아티스트들이 뒤따르는 다문화주의와 통합의 시대를 열었다. 잭슨은 생전에 전 세계 30명 이상의 세계 지도자들로부터 패션 트렌드에 영감을 주고 사회적 대의에 대한 인식을 높이는 데 영향을 미쳤다.

## 영향력
그는 대중음악계의 혁명을 불러왔다. 김태훈 음악평론가는 마이클 잭슨의 등장은 혁명과도 같은 일이자 완전히 다른 시대로 넘어가는 계기점이 됐다고 말했고 박은석 음악평론가는 잭슨이 팝음악계 내부에 공공연하게 남아있던 인종적 취향의 벽 자체를 아우른 '뉴팝'을 발명했다고 평가했다. 또 L.A.Reid 에픽 레코드 CEO는 "잭슨의 혁신적인 업적이 아니었다면 아마 지금 현대의 음악과 예술은 전혀 다른 모습이 되어 있었을 것이다."라고 말했다. 영국 연구진이 빌보드 핫 100에 오른 1만 7천개의 곡을 분석한 결과 대중음악계는 1964년, 1983년, 1991년 총 3차례의 혁명을 맞이했으며 잭슨은 1983년 혁명기를 수놓은 대표적 팝스타로 조사됐다. 그리고 2014년 영국 의회에서는 의회 설립 80주년을 기념하여 '지난 80년간 세계에서 일어난 가장 중요한 사건 Top 80'을 조사했는데 핵 개발, 케네디 암살, 컴퓨터 발명 등의 사건들과 함께 대중음악 분야에서는 유일하게 '마이클 잭슨의 삶과 음악의 영향력'이 49위에 선정됐다. (각계각층의 전문가 25명이 80가지 사건을 선정하고 세계 각국의 성인 10,000명이 투표)
단순히 귀로 음악을 듣고 만족하는 '듣는 음악'의 시대를 끝내고 눈과 귀를 동시에 만족시키는 보는 음악의 시대를 연 주역이다. 임진모 평론가는 잭슨을 '보는
음악 트렌드를 만들어낸 신화적 인물'이라 평가했는데 실제로 뮤직비디오와 화려한 무대연출, 댄스의 발전에 지대한 공을 세웠다. 고영탁 음악평론가는 "MTV와 뮤직비디오 발전의 1등 공헌자. 마이클 잭슨이 이룩한 업적이 많이 있지만 그중에서도 MTV와 뮤직비디오를 통해 혁신적인 기술 발전을 가져온 사실을 빼놓을 수 없다. 하나하나의 작품들은 놀라운 영상 미학을 구현했다. 마이클은 뮤직비디오를 통해 수많은 음악 팬들을 MTV 앞으로 이끌었다. 그의 뮤직비디오는 단순히 뮤직비디오가 아니라 쇼트 필름이라 말할 정도로 방대한 스케일의 작은 영화다. 쟁쟁한 영화 감독들을 초빙해 탄탄한 스토리라인과 특수효과를 갖춰 웬만한 영화 못지않은 뮤직비디오를 탄생시켰다."라고 평가했고 차우진 음악평론가는 "1981년 8월 1일, MTV가 개국하면서 본격적으로 뮤직비디오 시대가 시작되었다. 하지만 실제로 방송 초기에 MTV는 그저 그런 케이블 채널이었다. 10대를 중심으로 지지층을 넓히고 있었지만 음악을 영상과 함께 보는 것에 대한 거부감이 더 컸기 때문이다. MTV가 대중적으로 막강한 파급력을 가지게 된 건 1983년 마이클 잭슨의 스릴러 뮤직비디오를 통해서였다. 수많은 기록을 세운 이 곡의 오리지널 비디오는 13분짜리 단편영화의 컨셉트를 차용해 제작된 최초의 뮤직비디오였고 MTV를 비로소 대중적인 채널이자 광고 효과가 높은 채널로 자리 잡게 만든 1등 공신이었다."라고 평했다. 김성환 음악평론가는 "현대화된 댄스 팝을 거론할 때 한국을 넘어 전세계에 걸쳐 마이클 잭슨의 영향력은 절대적이다. 케이팝의 경우 무대 구성이 매우 중요한데, 노래와 안무 등을 통해 얼마나 화려한 무대를 연출하느냐에 있어서는 마이클이 선구자적인 역할을 했다."라고 평가했으며 한상철 음악평론가는 "스릴러 앨범이 팝 음악 시장의 흐름을 바꿔 놓았다면 확실히 댄저러스 투어는 팝 공연의 개념을 바꾸어 놓았다고 말할 수 있을 것 같다. 우리가 90년대 이후에 볼 수 있었던 대형 공연들의 특수효과 및 안무들은 바로 이 투어의 기술에서 비롯된 것들이라 해도 크게 과장된 표현이 아니기 때문이다."라고 평가했다. 또 토니 스클라파니 음악평론가는 "잭슨은 장르를 초월하는 음악 스타일을 창조해 팝 아이콘의 지위를 얻었고 팝음악에서 뮤직비디오와 댄스의 역할을 재정립했다. 1983년 모타운 창립 25주년 기념 빌리진 공연에서 문워크를 선보이는 잭슨을 본 수많은 대중들은 이제 댄스와 더욱 강렬한 음악, 리듬을 선보이는 가수들을 받아들일 준비가 되었다. 바야흐로 프린스와 마돈나의 등장에 전국적으로 열광할 수 있는 무대가 만들어진 것이다."라고 평했는데 실제로 모타운 창립 25주년 기념 'Billie Jean' 공연의 파급력은 전 세계적으로 엄청난 센세이션을 일으킬 정도로 대단해서 비평가 앤서니 디커티스는 '그날 이후 모든 것은 예전과 같을 수 없었다."라고 평할 정도였다. 달에서 유영하는 것 같은 브레이크 댄스와 문워크 그리고 200개의 영화 장면을 응용하여 만든 안무인 'Dangerous' 빌리 진과 'Beat it' 스릴러 뮤직비디오 등은 많은 사람들의 눈을 사로잡았으며 이는 현대 가수들에게 교과서적인 역할을 했다. 잭슨은 음반산업에서 독립적인 상품으로 뮤직비디오를 여는 첫 신호탄이었으며 대중음악을 '연예사업'으로 물꼬를 돌린 주인공이자 스타 이미지의 중요성을 알렸다. 잭슨의 공연은 항상 새로운 시도들로 가득했으며, 투어 공연에는 처음으로 뮤지컬 개념을 도입했다. 메이저 가수로서 아시아 주요 국가에서 투어 공연을 한 것도 잭슨이 처음이며 새로운 장비도 집으로 끌어들여와 사용하는 혁신적 시도도 마다하지 않았다. 이러한 시도들은 많은 가수들에게 영감을 줬다. 'Off the Wall'은 모타운의 훵크 사운드를 하드록 기타로 어떻게 바꿀 수 있는지 증명했고 'Thriller'와 'Bad (음반)'는 MTV가 팝시장의 주류 매체가 되도록 기여했다고 평가받는다. 이런 흐름은 지금 21세기에도 유효하며 한국의 주류 댄스 가요는 마이클 잭슨에게 빚을 지고 있다고 한다. 빌보드는 마이클 잭슨을 음악계의 제일 위대한 혁신가이자 제일 사랑받는 퍼포머라고 규정했으며 "아마도 그 어떤 뮤지션도 음악 산업에 마이클 잭슨보다 커다란 임팩트를 남기진 못했을 것이다. 그는 역사상 최고의 엔터테이너다. 그의 쇼트필름 “스릴러”에서 보이듯이 그의 획기적인 시각 효과와, 스토리라인, 그리고 복잡한 춤 동작들은 뮤직비디오를 예술 형식으로 바꿔놓았다. 마이클의 독창적인 쇼트 필름의 충격은 뮤직비디오의 예술성을 대중문화 속에 집어넣는 걸 도왔고, 이는 음반 산업에 깊이 효과적인 홍보 수단을 만들어주었다. 활동기간동안 마이클은 “로봇춤”과 “문워크”같은 복잡한 춤 테크닉 여러가지를 유행시켰으며, 심지어 반중력 동작을 해내기 위해 특별 신발을 디자인하여 특허를 내기도 했다. 그의 쇼트 필름들에서 보이는 화려한 이미지와 무대 효과 연출을 통해, 잭슨은 힙합, 컨템포러리 R&B, 팝, 로큰롤에 있는 셀 수 없을 정도로 많은 아티스트들에게 아직까지도 계속 영향을 주고 있는 라이브 무대 퍼포먼스의 새로운 시대를 열었다"라고 평가했다. MTV는 이러한 마이클의 공로를 기리고자 1991년부터 기존의 평생공로상을 'Michael Jackson Video Vanguard Awards (마이클 잭슨 비디오 뱅가드 어워드)'로 이름을 바꿔 시상하고 있으며 2009년에는 미국 의회 도서관에 뮤직비디오 역사상 최초이자 현재까지도 유일하게 스릴러가 문화적, 역사적, 예술적 가치를 인정받아 영구보존작으로 선정되었다.
탁월한 춤 실력으로 댄스의 대중화에 공헌을 했다. 전문댄서 안나 키셀코프는 "댄서로서 전문적으로 판단해 볼 때, 잭슨은 탑이다. 당신은 댄스의 거장을 볼 수 있다. 잭슨은 동작을 동작 그 자체를 위해 사용하는 무용의 달인, 아방가르드 무용가다. 그의 댄스는 추상적이며, 세계적인 현대 무용가 머스 커닝햄처럼 그는 우리에게 동작이 동작 그 자체의 가치를 지닌다는 점을 보여준다. 과거의 팝 스타들과는 달리 잭슨은 미리 딱딱 짜여진 대로 춤을 추지 않는다. 특정할 수 없는 즉흥적인 춤으로 대중들과 소통한다. 잭슨은 위대한 일루셔니스트이며 진정한 마임가이다."라고 평가했고 가디언지는 "잭슨의 춤 동작 레퍼토리는 여전히 모든 길거리 댄스와 알앤비 무브가 파생되는 기초 노트로 남아있다."라고 평가했다. 또 김영대 음악평론가는 "댄스가 스킬이 아닌 예술이라는 것을 받아들인다면 댄서 잭슨의 성적은 A+ 학점을 주어도 아쉬울 게 없을 것이다. 인류 역사에 수많은 댄서들이 살다 갔지만 그 중에 자신만의 시그니쳐 무브를 만들어 낸 사람은 극히 일부에 불과했다. 누구나 춤은 기억하지만 댄서의 이름이 오르내리는 경우는 없다고 봐도 무방하지 않을까. 하지만 잭슨은 우선 저 유명한 '문워킹'이라는 시그니처 댄스를 남겼다. 빌 베일리의 탭 댄스에 제임스 브라운의 그루브를 자연스레 접목시킨, 이를테면 재활용 댄스라 부를 수도 있겠지만 파워풀하면서도 드라마틱한 잭슨의 동작은 선배들과는 전혀 새로운 감흥을 안겨주었다.
그는 테크니컬한 관점에서도 훌륭한 댄서였다. 굉장히 안정적인 자세에서 가볍고도 강렬하게 이루어지는 라킹이나 파핑 등 그가 공연에서 즐겨 추는 브레이킹 무브들은 춤에 어느정도 통달한 사람들만이 자연스레 모방할 수 있을 정도의 수준에 올라 있었다. 한편 그는 최신 댄스 팝을 50년대 이전의 브로드웨이 뮤지컬 스타일과 결합시키면서 새로운 경향을 창조해 내기도 했다. 프레드 아스테어나 진 켈리가 보여준 뮤지컬 특유의 낭만적인 몸짓은 그대로 유지하면서도 길거리 흑인 음악의 정수인 그루브함과 역동성을 부여해 그 이전 시대의 팝 아티스트들이 보여주지 못했던 새로운 안무들로 승화시킨 것은 중요한 성과다. 그가 최고의 춤꾼들과 함께 고안해낸 'Thriller', 'Smooth Criminal', 'Dangerous'의 흥미로운 군무와 그 짜여진 동작 하나하나들의 디테일은 결국 팝 음악에서 안무라는 개념을 완전히 뒤바꾸었다."라고 평가했다. 1974년 'Soul Train'에서 J5의 일원으로 출연해 로봇춤을 유행시켰으며, 뒷골목에서 흑인들을 중심으로 유행하던 브레이킹 댄스를 공중파에서 선보여 전국적으로 선풍적인 인기를 끈다. 'Thriller'와 'Beat it'의 뮤직비디오에서 최초의 집단군무를 선보였고 이는 뮤직비디오의 고전이자 원형으로 자리 잡았다. 뛰어난 노래에 몸을 맞춰 추는 그의 모습은 사람들로 하여금 감탄을 자아내게 했으며 잭슨의 춤을 본 많은 사람들이 춤을 추기 위해 댄서에 도전했다. 잭슨이 죽었다는 소식이 들린 후 많은 유명 댄서들은 잭슨에게 큰 영향을 받았으며 춤의 아버지를 잃었다고 애도를 표했다. 마이클의 이러한 공로들을 기리고자 2010년에는 프레드 아스테어, 세미 데이비스
주니어 같은 전설적인 댄서들만 입성할 수 있었던 '미국 국립 무용 박물관 명예의 전당'에 가수 출신으로서는 최초이자 현재까지도 유일하게 마이클이 이름을 올렸다.
흑인은 소울/알앤비, 백인은 록/팝이라는 흑백간 음악적 장르의 벽을 완전히 허물었다. 미국음반산업협회 RIAA는 "스릴러는 음악적 장벽을 무너뜨리고 팝의 판도를 영원히 바꿔 20세기와 21세기 하나의 글로벌 문화 현상으로 남아있다. 스릴러 앨범의 곡들은 너무나도 역동적이고 독특해서 락/팝/소울 같은 장르의 정의도 내릴 수 없다. 'Beat It'은 팝과 락을 새롭게 융합하여 오랜 시간 지속돼 오던 흑백 음악의 장르적 경계를 허물었다. 'Wanna Be Startin’ Somethin' 같이 아프리카 리듬, 'Billie Jean' 같이 알앤비에 기반을 둔 곡들도 있다. 이전 그 누구도 이렇게 광범위한 장르와 소재를 가지고 앨범을 만든 적은 없었다."라고 평가했고 뉴욕타임즈는 "잭슨의 노래는 댄스 음악의 정의를 만들었다. 스릴러 앨범의 편곡은 록인지 펑크인지 아니면 디스코인지 한 가지로 규정짓기 힘든 리듬을 갖고 있으며 실제 사운드와 일렉트로닉 사운드의 강력한 조합과 어우러져 그의 하이톤 목소리에 딱 들어맞는다."라고 평가했다. 또 고영탁 평론가는 "소울, 펑크, 재즈 등 대표적인 흑인음악과 록, 팝, 발라드 같은 백인음악이 그의 음악에 하나로 녹아있다. 말하자면 흑백 음악의 통합을 이뤄낸 것"이라 평했고
박은석 평론가는 "흑인음악과 백인음악의 크로스오버가 새로운 사운드로 탄생할 수 있다는 가능성을 보여주었고 30년 동안 미국 팝의 근간을 이루었던 ‘흑인=솔/백인=록’의 등식을 영원히 바꿔 놓음으로써 대중음악사를 새로 썼다."라고 평했다. 또 박준우 음악평론가는 "지금 발표되는 곡들과 섞어 틀어도 자연스러울 정도로 현대적이다. 펑크, 포스트 디스코와 같은 흑인 음악적 뿌리를 유지하면서도 록의 어프로치를 붙여 넣었으며, 동시에 퍼커션 운용으로 곡의 특색을 키우고 자신의 창법과 음색으로 전체를 아우르며 팝 음악을 새롭게 정의했다고 해도 될 정도의 성과를 이뤄냈다."라고 평가했고 서병후 음악평론가는 "그의 음악은 모타운의 유명 흑인 스타들을 자랑하던 디트로이트 R&B의 정수의 경계를 뛰어넘어 록과 재즈, 포크와 발라드 등 여타 장르의 장점을 모두 모은 정제된 작품이었다. 가장 많은 리스너가 공감하고 즐길 수 있도록, 다양한 장르의 음악을 팝의 틀 속에 용해하는 절제력과 완성도를 추구했다는 점은 그의 천재성을 보여준다."라고 평했다. 임진모 음악평론가는 "마이클 잭슨의 음악은 크로스오버의 정체이다. 인종의 벽은 말할 것도 없고 세대의 벽, 성의 벽, 국가의 벽을 넘어선다. 이것이 바로 크로스오버의 정확한 의미이기도 하다. 분명 흑인들의 음악이 있고, 백인들이 즐기는 음악이 있다. 백인, 흑인의 음악 영역은 사라지고 마이클은 인종분리 구획을 훌쩍 뛰어넘으며 크로스오버 물결이 확산되는 결정적인 계기를 마련해 주었다. 이러한 크로스오버의
경향은 90년대 들어 더욱 가속화되었다. 이제 그것은 새로울 것도 없다. 한마디로 지금은 지겨울 정도로 크로스오버 음악이 판치는 세상이다."라고 평했으며 좀 더 구체적으로 저서 '젊음의 코드, 록'에서 당시 크로스오버 음악이 많이 등장해 인기를 끌었는데 프린스, 마돈나, 휘트니 휴스턴, 웸 등 많은 뮤지션들이 마이클의 영향을 받았다고 설명했다. 박광순 평론가는 "미국의 팝 문화는 마이클 잭슨의 'Thriller' 앨범 이전과 이후를 전기로 엄청난 변화를 맞이했다. 록큰롤이라는 음악이 흑인에게서 백인에게 전유 되었음에도 불구하고, ‘흑인은 록을 할 수 없다’라는 고정관념이 팽배해 있던 당시 사람들에게 흑인음악인 소울과 R&B를 바탕으로 백인음악인 팝과 록이 완벽히 결합된 마이클 잭슨의 'Thriller'는 비틀즈 이후 영국 뮤지션들에 의해 잠식당하고 있던 미국의 대중문화계에 미국적 영웅의 탄생을 알리는 거대한 폭풍이 되었고, 음반시장에서 비주류로 밀려나 있었던 흑인음악이 주류로 부상하는 중요한 계기가 되었다. 인종적 경계와 장르를 통합한 마이클의 음악은 그동안 흑과 백으로 나뉘었던 미국의 대중문화가 흑백의 구분 없이 함께 화합하여 세계 시장을 선두하는 분수령이 되었다."라고 평했고 김작가 평론가는 "록의 시대에서 팝의 시대로 음악의 패러다임을 바꿨을 뿐만 아니라 흑인음악과 백인음악의 경계선마저 무너뜨렸던 셈이다. 침체일로를 걷던 음반 산업은 이 앨범(스릴러) 한 장으로 단숨에 부활했다."라고 평했다.
방송국들의 인종차별 정책들을 돌파했고 잭슨의 성공으로 흑인 뮤지션들의 음악계 진출에 활로가 생겼다. 안재필 음악평론가는
"1980년대 '팝의 황제' 마이클 잭슨이 등장하기 전까지 대중음악계에서 흑인들은 항상 2인자였다. 흑인 노예들의 음악인 블루스에 기반을 두고 탄생한 로큰롤은 물론이고, 스탠더드 팝, 포크 음악, 하드 록 등 거의 모든 장르에서 백인들이 주류를 점했다. 소수의 흑인 가수들이 도전장을 내밀었지만 찻잔 속 태풍으로 끝났다. 마이클 잭슨이 팝의 주류에 전면 등장하면서 흑인들의 정상 등극도 활발해졌다."라고 평가했다. 롤링스톤즈는 "마이클 잭슨은 미국인들이 흑인음악에 관심을 기울이게 하는 선봉장이었다. 새로운 흑인 그룹들이 라디오에서 대히트를 쳤고, 음반회사들은 MTV 앞에 머리를 숙였다. 흑인 아티스트들의 출연을 거부했던 로큰롤 TV와 라디오 방송국의 굳게 닫힌 문도 현재 음악산업에서 가장 재능있는 한 스타에 의해 무너졌다. 그 뒤로 모든 것은 예전과 같을 수 없었다.. 빌리진의 크로스오버가 가장 중요했는데 디스코 시대 이후 처음으로 흑인음악을 백인 로큰롤 청중들에게 가져다 주었다. 이것은 AOR(당시 백인음악 위주의 라디오 프로그램)도 무너뜨렸고 이로 인해 MTV가 완전한 우위를 점할 수 있었다. 빌리진을 시작으로 수많은 흑인 아티스트들이 큰 히트를 쳤다"라고 평했으며 빌보드는 "1980년대 들어 디스코 시대가 저물고 차트에서 흑인음악의 후퇴는 얼마나 드라마틱했던가? 1982년까지 빌보드 Hot 100 차트에서 흑인음악의 비중은 거의 80%나 감소했다. 이것은 당시 흑인음악의 존재감이 거의 바닥이었음을 말해준다. 확실히 흑백 사이에는 깨질 수 없을 것처럼 보이는 장벽이 존재했는데 특히 아이들은 서로 무슨 음악을 듣는지도 모를 정도였다. MTV와 라디오 채널은 철저히 백인음악 위주로 편성됐다. 하지만 MTV가 마이클과 함께 성공하면서 다른 흑인 아티스트들의 비디오도 빠르게 방영되기 시작했고 팝 라디오에서 자취를 감췄던 흑인음악도 다시 들리기 시작했으며 대중들은 이제 흑인 음악가와 백인 음악가의 비디오를 같은 채널에서 보고, 그들의 음악을 같은 라디오에서 듣는 데 익숙해지게 됐다. 스릴러 시대에 흑인 음악은 차트에서 큰 반향을 불러일으켰다. 프린스의 싱글 '1999'조차도 1982년 처음 발표됐을 땐 라디오에서 아웃됐다가 1983년 중반에 재발표된 후 MTV에 모습을 보여 팝 라디오에서 크게 성공할 수 있었다. 마이클과 MTV의 조합은 실로 거대한 파워 그 자체였으며 레이건 시대 초기 쪼개져 있던 대중문화를 재통합하는데 큰 도움을 줬다. 흑인음악은 주류로 부상했으며 오늘날까지도 스포트라이트에서 벗어난 적이 없다."라고 평가했다. 또 배철수 DJ는 "마이클은 음악 시장의 한계를 뛰어넘은 사람입니다. 마이클과 함께 소울팝, R&B팝이 궤도에 올랐고 프린스, 라이오넬 리치, 휘트니 휴스턴은 마이클의 등장으로 인해 인기를 얻었습니다. 마이클이 등장하기 바로 직전에 미국에서 가장 인기있는 음악 장르는 컨트리 팝이었지만, 마이클이 우뚝 솟으면서 완전히 음악의 양태가 바뀌었습니다. 마이클의 등장으로 인해 세련된 흑인음악, 재즈나 가스펠의 영향을 받은 음악마저도 등장을 한 것이라고 봅니다."라고 평가했다. 잭슨의 성과는 흑인을 포함한 유색 인종들에게 자신감과 긍지를 부여했다. 잭슨은 'Thriller' 로 대성공을 거두고 당당히 타임지의 표지 모델을 장식했다. 타임은 잭슨이 흑인을 음악의 주류로 올려놨다고 평가했다. 잭슨은 20세기 미국의 영웅이라는 소리도 들었으며 유색인들의 인권신장에 기여했다는 공로로 유색인 지위향상협회(NACCP Image Award)에서 상을 받는다. 유명 농구 선수 매직 존슨은 흑인을 위해 수많은 문을 열어줘서 감사하다고 애도를 표했으며 마틴 루터 킹 2세의 아들 마틴 루터 킹 3세는 자신이 해야 할 일을 훌륭히 해낸 최고의 엔터테이너라고 마지막 인사를 했다. 미국의 인권운동가 알 샤프턴 목사는 "잭슨은 타이거 우즈, 오바마, 오프라 윈프리에 앞서 유색인을 받아들일 수 있는 문화를 만들었다"라고 회고했다.
팝 레코딩의 교과서, 팝 사운드의 새 기준을 제시했다고 평가를 받는다. 정일영 음향엔지니어는 잭슨의 음반 사운드는 현대음악의 기준으로 불려도 될 만큼 충실하며 스테레오 효과를 극한까지 올린 팝 레코딩의 교과서이며 엄청난 완성도를 보여주는 그의 음악 세계는 그냥 팝이라고 흘리기에는 음향 엔지니어로서 배울 점이 너무나 많다고 평가했고 배철수 DJ는 "음반을 들으면 이건 소리가 정말 장난이 아닙니다. 마이클의 음반은 스튜디오에서 들으면 사운드가 다른 음반과는 다릅니다. 정말 보통 소리가 아닌거죠. 사운드 엔지니어링 측면에서도 시대를 앞서갔다, 유행을 선도했다라고 할 수 있습니다."라고 평가했다. 또 한지훈 음향엔지니어는 "저는 음악 듣는 걸 좋아하고 지금도 음악과 오디오에 관련된 글을 쓰면서 먹고 사는 사람이지만 마이클 잭슨의 앨범을 들을 때면 아직도 깜짝깜짝 놀라곤 합니다. 그 전에는 느끼지 못했던 마이클 잭슨의 감성과 메시지가 완성도 높은 사운드 품질 덕에 느껴지기 때문이죠. 그렇기에 마이클 잭슨의 앨범은 다른 가수들의 그것과는 다른, 뭔가 특별한 것이 있습니다. 아직도 그의 음악은 후배들에게 교본이 되고 있습니다."라고 평가했고 배순탁 음악평론가는 "각각의 악기가 명료하게 분리되어 있는 동시에 한 덩어리로 작동하는가를 알고 싶다면 마이클의 빌리진을 강력 추천한다. 마이클은 이 곡의 믹싱을 무려 90번 넘게 했다. 빌리진이 발표된 게 1983년이다. 그런데 이 곡의 사운드는 2016년에 발표된 그 어떤 곡과 비교해도 꿀리기는커녕 우위를 점하고도 남을 수준이다."라고 평했으며 [Bad] 앨범에 대해서도 "[Thriller]에 이어 ‘백인은 록, 흑인은 소울’이라는 기존 등식을 다시금 전복했다는 업적으로도 찬사를 받는다. 프로듀서 퀸시 존스와 함께 일궈낸 사운드 퀄리티의 경이로움 역시 [Thriller]에 이어 듣는 이들의 혼을 쏙 빼놓았다. 확실히 그것은, 마이클 잭슨 외에 그 누구도 실현하지 못했던 고감도 사운드 메이킹이었다. 30년이 지났음에도 이렇듯 '현대적'으로 들리는 작품은, 생각보다 그렇게 많지 않다."라고 평가했다. 한상철 음악평론가도 [Bad] 앨범에 대해 "[Thriller]에 전혀 꿀리지 않는, 오히려 이에 상응하는 결과물을 기어코 만들어 냈다. 아니, 오히려 [Thriller]에서는 불가능했던 것들을 구현한 요소들마저 있었다. [Bad]가 80년대 말 90년대 초에 붐을 일으켰던 뉴 잭 스윙과 90년대 만들어졌던 메인스트림 댄스 뮤직들이 앞으로 나아가야 할 방향을 제시한 앨범 중 하나라는 데 이의를 제기할 사람은 별로 없을 것이다."라고 평했고 박준우 음악평론가는 "[Bad]는 하드 락, 어덜트 컨템포러리 등 좀 더 무거운 장르의 문법을 차용했는데, 'Dirty Diana'에서 록 음악의 문법을 차용한 것은 후대 얼터너티브 알앤비에 이르기까지 팝 음악에 있어 많은 영향을 미쳤다."라고 평가했다. 유명 음악 평론가인 임진모는 잭슨의 앨범은 사운드가 뛰어나 옛날 스튜디오 엔지니어 책상에는 항상 잭슨의 앨범이 꽂혀있었다고 한다. 또한 "비트 감각이 없으면 댄스음악을 소화하기 어렵다. 타고난 비트감각을 소유하고 있었고 소리에 대한 민감성이 사상 최고라고 할 정도로 사운드에 완벽성을 추구한 가수였다" 라고 평가했고 저서 '젊음의 코드, 록'에서는 "마이클 잭슨의 음악을 들으면 녹음과 음향 수준에 놀라지 않을 수 없습니다. 그야말로 세계 최고 수준입니다. 마이클은 대단히 민감한 귀를 가진 듯합니다. 앉아서 만족할 수 있는 사운드가 나올 때까지 계속 '다시'를 외치는 사람이 아닐까 생각될 만큼 사운드가 한 치의 오차도 없이 기가 막힙니다. 특히 엔지니어들이라면 마이클의 음악은 '반드시' 들어봐야 합니다. 마이클은 그토록 훌륭하고 경이로운 음악으로 세계를 지배했습니다."라고 서술했다. 장호연 평론가는 "당시 최고 인물들을 앨범 작업에 참여시킨다는 원칙은 지금까지도 여전한데, 그래서 마이클 잭슨의 앨범은 당대에 기술적으로 가장 앞서간 사운드로 여겨진다."라고 평했고 고영탁 평론가는 "마이클 잭슨은 자신이 원하는 악기 음색과 음원을 찾을 때까지 스튜디오 작업에 매달렸으며, 코러스만해도 음색을 바꿔가며 다채롭고 풍부하게 꾸며 일반 제작자들은 상상할 수 없는 수준의 음악을 들려주었다. 녹음기술만으로 볼 때는 모든 ‘프로듀서와 엔지니어의 드림’이었다."라고
평가했다. 그리고 박정용 평론가는 "[Off The Wall] 앨범에서 들려주었던 전통적인 소울의 현대적/혁신적 해석이나, [Thriller]에서 보여준 간결한 완벽성, 흑인음악이 어떻게 팝/록과 함께 섞일 것인가의 최대치를 보여준 [Bad] 앨범. 어쩌면 마이클이 갖고 있던 '혁신'적인 팝 음악 마스터의 이미지란 이렇게 최신 트렌드에 대한 재능 있는 대처였는지도 모른다. 그가 남겨두고 간 제법 많은 곡들은 여전히 우리에게 더할 나위 없는 팝의 입문서이자 교과서임은 부정 못할 사실이다."라고 평했고 가수 데프콘은 Dangerous 앨범에 대해 "사운드 퀄리티에 가장 많이 놀랐어요. 거의 신기에 가까운 믹싱 실력이라고 할까요. 퀸시 존스와 결별한 잭슨이 프로듀서 테디 라일리와 만나 최고의 앨범을 탄생시킨 셈이죠. 전곡이 모두 타이틀곡 같은 느낌에다 한발 앞선 음악 기술을 통해 1990년대 팝계에 도장을 찍어버린 앨범이라고 생각해요. 이로써 90년대 팝 시장이 정립된 게 아닐까라는 추측도 해보죠. '음악은 가장 긴 생명력을 가졌다'는 사실을 증명해 준 명반이에요."라고 평했다. 또 김영대 평론가는 "MJ의 강렬한 레코딩 사운드는 그 모든 음악적 업적 중에서도 가장 범접할 수 없는 경지에 올라 있다. 한때 잭슨의 'Dangerous'는 거의 모든 마스터링 스튜디오에서 레퍼런스 소스로 쓰였으며 'Bad'의 경우에도 스피커나 플레이어의 개발시에 단골 레퍼런스 디스크로 이름을 떨쳤다는 것은 레코딩 업계에서는 잘 알려져 있다. 잭슨의 음반을 믹싱, 마스터링 했던 전문 스튜디오 엔지니어들이 이후 수많은 팝 아티스트들의 집중적인 주문 공세에 시달렸던 것은 물론이다. 하지만 생각해보자. 녹음실과 장비는 누구나 가질 수 있다. 마스터링 엔지니어는 수많은 다른 가수들의 음반도 동시에 작업한다. 그런데 왜 유독 MJ의 음반은 자주 최고의 레코딩으로 거론되곤 하는가? 그의 음반에는 유독 다른 가수들이 쓰지 않는 새로운 테크닉과 장비들이 동원되기라도 하는걸까? 여기서 우리는 현대 대중음악에서 좋은 '사운드'란 단지 마스터링 엔지니어들의 개인기에 의해 좌우되는 것은 아니라는 사실을 염두에 둘 필요가 있다. 좋은 사운드를 가진 최종 결과물이란 좋은 소리를 구분해 조합하는 최전방 전선의 뮤지션과 프로듀서의 안목이 선행되어 만들어지는 작업일 때만이 가능해진다는 것. 음에 관한한 오디오 마니아 수준의 완벽주의자로 알려진 잭슨의 '좋은 귀'가 이런 소소한 설정을 가능케 했다는 것에는 의심의 여지가 없다. 그는 한 악기, 한 효과음의 선택에도 직접 관여했고 특히 그의 스승이자 동료였던 퀸시 존스가 떠난 이후 만들어진 'Dangerous', 'HiStory', 'Invincible'에서 그의 역할과 영향력은 중요한 결정을 스스로 내리는 음반의 메인 프로듀서 위치로까지 격상되었다. 필 콜린스, 핑크 플로이드, 토토, 피터 가브리엘, 마돈나, 스틸리 댄.. 팝 음악을 소리의 예술로 승화시키곤 했던 80년대의 거장들의 이름 몇몇을 더 기억해 낼 수도 있겠지만 그 중에서도 마이클 잭슨은 유독 언제나 그 흐름과 경향을 리드하는 몇 안 되는 프론티어였다. 그는 멜로디와 가사로 전달되는 대중음악의 본질을 훼손하지 않으면서도, 그것들이 최상의 결과물로서 빛나게 할 수 있도록 편곡, 프로듀싱, 녹음, 마스터링 등 일련의 후반 작업과 부가 작업에는 누구보다도 많은 돈과 시간을 소비했다."라고 평가했다. 마이클은 프로듀서이기도 했는데 1979년 Off The Wall 앨범과 1982년 Thriller 앨범은 본인이 작곡한 곡들에 한해, 1987년 Bad 앨범은 작곡 여부와 상관없이 전곡을 퀸시와 공동으로 프로듀싱했다. 1991년 Dangerous 앨범부터는 퀸시와 결별하고 테디 라일리, 빌 보트렐, 로드니 저킨스 등의 프로듀서들과 함께 작업했는데, 이때부터는 본인이 직접 기존 퀸시의 자리를 대신해 메인 프로듀서가 되어 앨범 제작을 총괄했다.
2002년 작곡가들에게 최고의 영예라 할 수 있는 작곡가 명예의 전당에도 헌액됐다. 그룹 토토의 멤버이자 작곡가인 스티브 포카로는 "마이클 잭슨은 대단한 멜로디 아이디어를 갖고 있어요. 제가 백만년이 지나도 절대 생각할 수 없을 것들을 떠올릴 수 있죠."라고 감탄을 표하기도 했다. 실제로 마이클은 성인 이후 발표한 6장의 정규앨범 수록곡 75곡 중 'Billie Jean, Beat It, Smooth Criminal, Heal The World' 등 28곡은 단독으로 작곡했고 'Dangerous, Scream' 등 27곡은 공동으로 작곡했다. 1985년 USA For Africa의 'We Are The World'도 라이오넬 리치와의 공동 작곡 작품이다. 여기서 특이한 것은 라이오넬 리치에 의하면 마이클이 악보를 볼 줄 몰랐다는 점인데 대신 그는 머리에 떠오른 악상을 테이프 녹음기에 입으로 표현해 담아둔 후 이를 연주자들에게 들려주는 방식이었다고 한다. 마이클과 함께 작업했던 프로듀서 빌 보트렐은 이와
관련된 일화로 "마이클은 정확한 음악적 직관을 가지고 있었어요. 그의 머릿속에는 곡이 앞으로 어떤 레코딩 과정을 거쳐야 하는가에 대한 모든 것들이 다 담겨 있었죠.. 이건 정말 흔치 않은 작업 방식인데, 보통의 경우에 사람들은 기타리스트를 고용하면 "여기 코드가 있습니다. 이렇게 소리가 나면 좋겠어요." 이렇게 요청을 하죠. 그러면 기타리스트가 나중에 사운드를 구상해서 가지고 옵니다. 하지만 마이클은 아니에요. 마이클은 모든 리듬과 음, 코드를 전부 입으로 표현해요. 근데 그게 너무 기가 막혀요. 어떤 사운드가 나와야 하는지 아주 정확히 표현하죠."라고 인터뷰에서 밝혔다. 김영대 평론가는 마이클의 작곡 능력에 대해 이렇게 평가했다. "악보와 악기에 의지하지 않는, 다소 변칙적이지만 직관적인 마이클 잭슨의 작곡 스타일은 특히 90년대 이후 컨템포러리 뮤지션들에게 지대한 영향을 주었다. 천부적인 멜로디 메이커 중 한 명이었다. 창의적인 전천후 멜로디 메이커였고, 뛰어난 연주자의 수준은 아니었지만 여러 악기에 동시에 능해 머릿속으로 구상한 소리들을 구현함에 있어 어려움을 겪지 않았다. 다만 화성이나 코드진행의 정격성보다는 입으로 불러진 자유로운 멜로디 구성에 훨씬 능했는데 마이클은 여기에 리듬과 편곡이라는 요소를 더욱 적극 활용함으로써 '작곡->편곡->프로듀싱'이라는 관습적인 녹음 방식을 사실상 해체시켰다. 그와 작업한 프로듀서들이 공통적으로 지적하는 바, 잭슨은 때때로 머릿속에서 편곡이 완성된 곡을 입으로 직접 불러내어 스튜디오에서 즉흥적으로 녹음으로 적용시켜 내기도 했으며, 특히 댄스 곡들의 경우 특별히 정해진 악곡 구성이나 화성의 진행이 없이 리듬과 즉흥적인 멜로디의 연결만으로 훌륭한 곡을 완성시키곤 했다."
패션에도 엄청난 영향력을 끼쳤다. 마이클 잭슨은 스키니 진 페도라 선글라스 장갑과 재킷 팔찌 암밴드 한쪽을 자른 티셔츠 등 다양한 패션을 유행시켰다. 이런 영향력은 그 어떤 톱스타도 잭슨을 따라올 수 없었다. 일부 학교에서는 잭슨의 패션을 따라하지 못하게 하려고 규칙까지 제정했다. 패션의 황제라는 평가도 받았다.

## 평가
미국의 저명한 음악평론가 앤서니 디커티스는 대중음악계에서 잭슨의 영향력을 '태양과 공기'에 비유하며 그의 영향력이 너무 대단해서 안 미치는 곳이 없을 정도라고 평했다. 임진모 음악평론가는 "마이클 잭슨은 음악적 현상을 넘어 사회적 현상이었다. 그의 슈퍼스타덤에는 백인 지배사회에서 신음한 흑인들의 비상 욕구와 자긍심이 저류하고 있다. 그와 같은 흑인스타들의 분발로 설움과 차별에 시달려온 흑인들은 자신감을 획득했고 그 결과 우리 생애 어려울 것 같던 버락 오바마 미국 대통령을 보게 됐다고 해도 과언은 아니다. 엘비스 프레슬리, 비틀스와 같은 높이를 자랑하는 그의 음악사적 위상이 견고하다는 점에는 아무도 이의를 달지 못한다."라고 평가했고 조성진 음악평론가도
"엘비스 프레슬리와 비틀스 등에 비견할 만한 팝음악사에 길이 빛날 걸출한 음악인"이라며 "오늘날 마이클 잭슨의 신화는 그 자신의 천재성과 엄청난 노력이 함께 해 얻은 결실이다. 결국 최고의 가창력을 갖게 되었음은 물론 최고 수준의 댄스로, 전 세계 춤과 음악계 판도 모두를 바꾸었다."라고 평가했다. 김봉현 음악평론가는 "한 시대를 풍미했다는 수식으로는 모자란, 그 분야 자체를 상징하는 거대한 존재다. 마이클 잭슨은 ‘천재가 노력도 하고 성실함까지 갖추면 이렇게 된다’는 사실을 보여준 인물"이라고 평가했고 강명석 음악평론가는 "우리는 지금도 마이클 잭슨이 만든 시대에 살고 있다."라고 평가했다. 한상철 팝 칼럼니스트는 “가장 거대한 임팩트(impact)를 가진 지구상 가장 완벽한 팝 뮤지션”이라고 평가했으며 팝 DJ 김광한 씨는 "엘비스 프레슬리가 로큰롤의 제왕이라면 마이클 잭슨은 장르를 초월한 황제이다"라고 평가했고 또 방시혁 작곡가는 "마이클 잭슨의 죽음은 단순히 한 아티스트의 죽음이라기보다 세계 음악시장 쇠락의 상징적인 사건처럼 느껴졌다."라고 표현했으며 강태규 음악평론가는
"마이클 잭슨의 영향력은 우리 가요계에서도 비켜설 수 없는 숙명 같은 단서"라고 평가했다. 그리고 하종욱 음악평론가는 "20세기를 너머 21세기 대중음악의 항로를 열어주었고 그의 음악과 춤, 공연과 영상은 대중음악과 대중문화의 새로운 기준점이 되었으며 가장 우아하고 아름다운 예술인 ‘고전’의 영역으로 자리하게 되었다."라고 평가했으며 뉴욕 록 라디오 방송국 WNEW-FM의 피디인 찰리 캔달씨는 “그가 굉장한 목소리와 다양한 스타일을 가졌으며, 귀신같이 춤을 잘 춘다는 걸 부정할 사람은 아무도 없어요. 그는 모든 연령대와 모든 종류의 팝 청취자들에게 어필하죠. 이런 가수는 한 시대에 한 명 나올까 하는 가수죠.”라고 평가했다. <빌리지 보이스>는 “지금까지 스스로 작사, 작곡, 프로듀싱, 어레인지먼트, 의상, 스타일, 안무, 퍼포먼스, 영상, 자신의 이미지 로고 등을 직접 소화해내는 사람은 없었다. 그는 고독하겠지만 팝은 천재를 만난 것이다.”라고 평가했다.
최고의 댄서로 평가받는 프레드 아스테어는 모타운 레코드 25주년 공연에서 잭슨의 춤을 보고 감격하여 후계자를 찾았다며 잭슨의 전화번호를 조사하여 전화를 걸었다. 잭슨의 보컬 트레이너였던 세스 릭스는 아침 식사 도중 프레드 아스테어가 전화를 했는데 마이클은 너무 흥분한 나머지 병이 날 지경이었다고 회고했다. 퀸시 존스는 자신이 필요없을 정도로 잭슨은 재능이 많았으며 80, 90년대 대스타가 될 것이라고 예감했다고 한다. 또 "마이클 잭슨은 발소리 나지 않는 고양이 같은 우아함으로 무대를 누볐고, 기록을 갱신했으며, 세계 전역에서 문화의 장벽을 무너뜨렸고 우리는 80년대에 절정기를 누렸다. 다시는 어느 누구도 그런 수준에 도달하지 못 하리라고 장담한다" 라고 말했다. 미국의 RIAA 회장 힐러리 로슨은 "잭슨은 현재도 미래도 영원한 팝의 황제"라고 말했다.

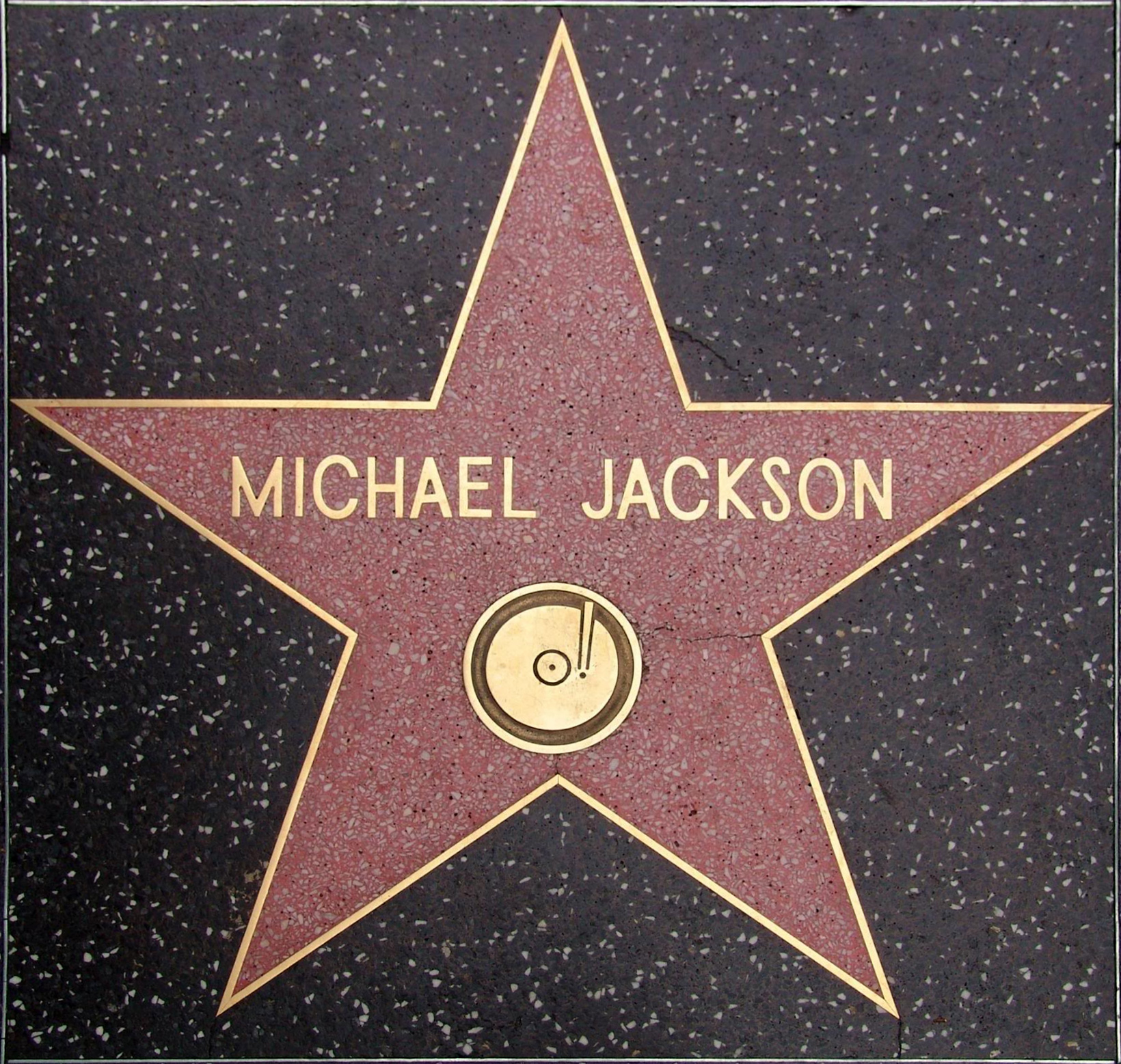
1984년 할리우드 명예의 거리에 오른 잭슨

잭슨은 활동하던 동안 뮤직비디오 예술 형태의 변형, 현대 팝 음악의 길을 닦아 놓는 등의 성과로 미디어에서 흔히 팝의 황제(King Of Pop)로 불린다. 《데일리 텔레그래프》의 작가 톰 유틀리는 2003년 잭슨을 "극도로 중요한 인물", "천재"라고 묘사했다. 잭슨의 음악과 인도주의적인 공헌은 신세대를 넘어 전 세계적으로 영향을 끼쳐 그 누구와도 비할 데 없는 수준이다. 《Thriller》와 같은 음악과 뮤직비디오는 당시 비교적 새로운 채널이었던 MTV의 대중적 인식을 높이는데 기여했고, 채널의 중심을 록에서 팝 음악과 알앤비로 이동시키며 형태를 마련했다. 잭슨의 작품은 수많은 힙합, 록, 팝, 알앤비 음악가들에게 영향을 끼쳤다. BET에서는 "간단하게 말해서 역사상 가장 위대한 음악가" 또한 "뮤직비디오의 대변혁을 일으켰고 세계에 문워크 같은 춤을 가져다줬다. 잭슨의 사운드, 스타일, 움직임, 유산은 장르를 불문하고 모든 음악가들에게 영감을 줬다"고 말했다.
《올뮤직》의 스티브 휴이는 잭슨을 "바로 알 수 있는 목소리, 깜짝 놀랄만한 댄스, 굉장한 음악적 다재다능, 순전한 스타로서의 무게감 등 차트를 지배할 수 있는 모든 기술을 가진 막을 수 없는 거대한 힘이다"라고 묘사했다. 1990년 《배너티 페어》에서는 연예 공연업 역사상 가장 인기 있는 음악가로 잭슨을 꼽았다. 2007년 잭슨은 "음악은 나의 발산 수단이며, 세계의 모든 사랑하는 사람들에게 주는 나의 선물이다. 내 음악은 영원히 남을 것이란 걸 안다"라고 말했다.
2002년 《배철수의 음악캠프》가 81명의 음악전문가와 1,556명의 청취자들을 상대로 한 '20세기 최고의 팝 아티스트' 투표에서 전문가와 청취자 모두 3위를 차지했다. 2003년 《Cove 매거진》에서는 순수 보컬 능력만을 평가하여 편집자 선정 역대 탑 보컬리스트 100인의 순위에서 마이클을 3위에 랭크했다.《VH1》에서는 2010년 200명의 음악전문가와 현역 가수들을 상대로 한 투표에서 잭슨을 역사상 가장 위대한 아티스트로 2위에 뽑았다.《NME》에서는 2013년 독자 1,000만명 대상 조사 결과 역사상 가장 위대한 뮤지션 1위로 선정되었다. 《롤링스톤》에서는 Rock And Roll 역사상 가장 위대한 아티스트로 35위에 선정했으며 "마이클 잭슨은 역사상 가장 위대한 연예인입니다. 지금까지 제가 목격한 공연 중 최고는 마이클 잭슨이 문워크로 무대를 가로질렀을 때였습니다. 잭슨 이전에는 프랭크 시나트라, 엘비스 그리고 비틀즈가 있었습니다. 잭슨은 그들과 위대함을 함께 합니다."라고 썼다. 2015년 《빌보드》 에서는 편집자 선정 역사상 가장 위대한 알앤비 아티스트 1위에 선정되었고 보컬 전문지 《Voicecouncil》에서 같은 해 전문 보컬리스트들을 상대로 한 투표에서 역사상 가장 위대한 남성 보컬리스트 2위를 차지했다. 2016년 미국 음악 매체 《Consequence of Sound》에서는 편집자 선정 역사상 가장 위대한 가수 1위에 선정되었고 같은 해 미국 음악 매체 《뮤직타임즈》에서도 편집자 선정 역사상 가장 위대한 남성 솔로 아티스트 1위를 차지했다. 2017년 《ThoughtCo》매거진에서는 편집자 선정 가장 위대한 알앤비 & 소울 아티스트 20인의 순위에서 마이클을 1위에 랭크했다.
1984년《타임》지의 음악 평론가 제이 콕스는 "잭슨은 비틀즈 이후로 가장 대단하다고 생각한다. 엘비스 프레슬리 이후로 가장 인기 있는 단일 현상이다. 정확히 가장 인기가 많은 흑인 가수이다"라고 썼다.뉴욕타임즈는 "팝 음악의 세계에는 마이클 잭슨과 그외 모두가 있다. 전 세계적인 돌풍을 일으킨 마이클 잭슨은 대중문화 그 자체이지. 단순한 팝 뮤직이 아니다. 이런 가수는 한 시대에 한명 나올까 하는 가수이다. 그는 방송국들의 인종 차별 정책을 돌파하여 인종 간의 경계를 무너뜨렸으며 흑인 음악을 백인 관객들에게 가져왔다. 그리고 빈민가에서 탈출할 수 있으며, 에너지만 있다면 무엇이든 할 수 있다는 걸 보여줬다" 라고 보도했다.
2009년 AP통신은 잭슨은 비틀즈와 엘비스 프레슬리에 비견될 정도로 항상 센세이션을 불러온 팝스타였다고 평가했으며 뉴스위크는 잭슨의 추모 특집글에서 "잭슨 이전에는 프랭크 시나트라와 엘비스, 비틀스가 있었지만 잭슨 이후엔 아무도 나타나지 않았다"며 "커트 코베인도, 머라이어 캐리도, 셀린 디온도, 비욘세도, 마돈나도 잭슨의 위상을 대신할 수 없었다"라고 보도했다.
잭슨이 죽고 나서 얼마 후 2009년 6월 25일 MTV는 작품에 경의를 표하고 기념하기 위해 원래 뮤직비디오 형식을 간략하게 돌아봤다. 또한 MTV 유명인과 기타 유명 인사들의 반응을 포함한 실시간 뉴스 특별 방송과 함께 대부분의 시간에 잭슨의 뮤직비디오를 방영했다. MTV 프로그램 방송 시간도 임시적으로 변경되었고, 잭슨의 추도식 생중계가 끝난 다음 주에 원래대로 돌아왔다. 2009년 7월 7일 열린 추도식에서 모타운 레코드 설립자 베리 고디는 "지금까지 없었던 가장 위대한 엔터테이너"라고 말했다. 2009년 12월 29일 AFI는 "6월 50세이던 마이클 잭슨의 갑작스런 죽음은 세계적 관심을 받았고 사후 콘서트 리허설 영화 《This Is It》는 전례없는 국제적 찬사를 받았다"라고 말하며 잭슨의 죽음을 "중요한 순간"으로 기록했다. 마이클 잭슨은 미국흑인대학펀드로부터 인문학박사와 피스크대학교로부터 명예 인문학박사 학위를 받았다.

## 수상 경력

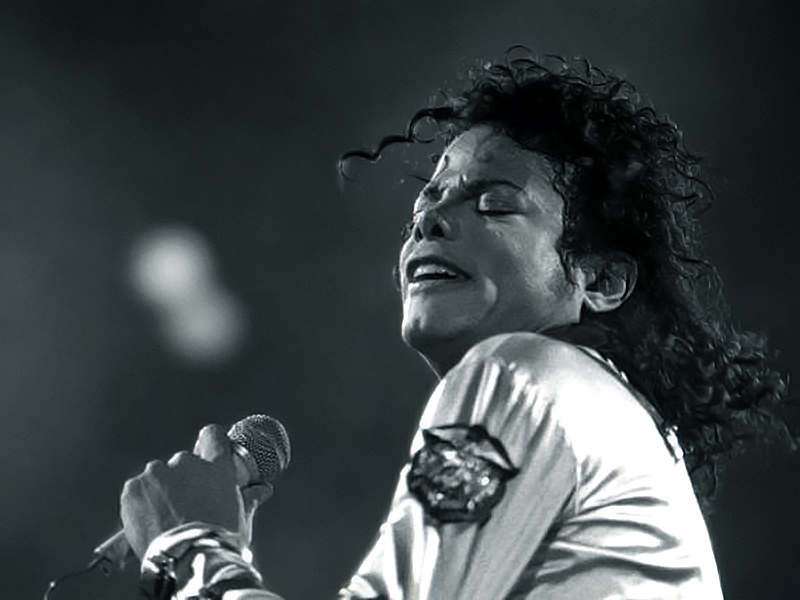
1988년 Bad Tour에서 잭슨

마이클 잭슨은 1980년 더 잭슨스의 멤버로서 할리우드 명예의 거리에 올랐고, 1984년에는 솔로 경력으로 올랐다. 1990년에는 백악관에서 대통령 표창 'Artist of the Decade'상을 수상했다.잭슨은 경력 동안 월드 뮤직 어워드의 평생공로상과 레전드상 그리고 베스트 셀링 팝 남자 아티스트 오브 더 밀레니엄, 아메리칸 뮤직 어워드의 아티스트 오브 더 센트리 어워드, 밤비상의 팝 아티스트 오브 더 밀레니엄 어워드, MTV 밀레니엄 아티스트상과 평생공로상을 포함해 수많은 영예와 상을 받았다. 또 로큰롤 명예의 전당에 두 번 입성했는데, 1997년에는 잭슨 파이브의 멤버로서 2001년에는 솔로 경력으로 올랐다. 이 외에 1999년 보컬 그룹 명예의 전당(잭슨 파이브의 멤버로), 2002년 작곡가 명예의 전당에 헌액됐다. 2004년에는 영국음악 명예의 전당에 헌액됐고 2014년에는 R&B 명예의 전당에도 입성했다. 잭슨은 13번의 그래미상(뿐만 아니라 그래미 살아있는 전설상과 평생공로상도 수상)을 수상했으며 26번의 아메리칸 뮤직 어워드("세기의 아티스트상"과 "특별공로상" 포함) 수상하였는데 아메리칸 뮤직 어워드는 최다 수상 기록이다. Thriller 앨범은 역사적,
문화적, 예술적 가치를 인정받아 2008년 미국 의회
도서관에 영구보존작으로 선정되었고 Off The Wall 앨범과 함께 그래미 명예의 전당에도 등재되었다. 또한 세계적으로 3억 2000만장~5000만장 정도의 음반 판매량을 기록하면서 역사상 가장 많은 음반을 판 음악가 중 한명이 됐다. 세계음반판매량 정보 사이트 'Mediatraffic'에 의하면 잭슨은 비틀즈와 엘비스 프레슬리에 이어 전체 앨범 누적 판매량 3위를 기록하고 있으며 단일 앨범으로는 Thriller 앨범이 6,600만장으로 1위(미국 내에서도 3,300만장의 판매고로 가장 많이 팔린 앨범), Bad 앨범이 3,200만장으로 10위, Dangerous 앨범이 3,000만장으로 16위. Off The Wall 앨범이 2,000만장으로 69위, HIStory 앨범도 2,000만장으로 70위를 마크하고 있다. 즉 성인 이후 발표한 정규앨범 6장 중 5장이 100위 안에 든 것이다.

## 세계적 인기
대한민국에서는 1984년 신문 기사를 보면 "한창 인기가 절정이던 조용필의 이름은 몰라도 마이클 잭슨의 이름을 모르는 젊은이는 없다던가. 국민학교 어린이까지도 그의 노래에 열광한다"라고 보도했다. 초등학교 5학년-중학교 2학년 학생들이 가장 좋아하는 가수로 유일하게 외국인으로 마이클 잭슨이 뽑혔다. 또한, 국민학교 어린이 2000명을 대상으로 한 조사에서도 세계적으로 존경하는 인물 조사에서 링컨, 레이건, 에디슨에 이어 4위로 뽑혔다. 전라남도 다도해라는 먼 시골에서도 섬사람들이 청바지 차림을 하고 마이클 잭슨의 노래를 불렀다. 2015년에는 SBS
연예가중계가 조사한 '한국인이 가장 사랑하는 남성 팝 아티스트' 부분에서 1위로 선정됐다. 북한의 최고 권력자인 김정은도 유학 시절 마이클 잭슨의 노래를 즐겨 들었다. 북한은 자신들의 체제 선전용 동영상에다 잭슨과 라이오넬 리치가 작사/작곡한 'We Are the World'의 음을 무단으로 도용했다. 잭슨 열풍은 옆 국가인 일본도 마찬가지다. 일본에서는 잭슨이 '태풍 마이클' 로 불렸으며, 켄 오타케 소니 뮤직 일본 사장은 "마이클 잭슨은 비틀즈 이후로 일본에 가장 많은 영향을 끼친 엔터테이너이며 일본 사람들의 마음에 항상 남아있는 존재" 라고 말했다. 아프리카에까지도 잭슨의 이름이 알려져 인종차별을 해소하고 있다고 보도됐다. 1984년 이라크와 이란의 전쟁 당시 이라크에서는 '마이클 잭슨 작전'을 세워, 이란 전선을 향해 밤낮으로 쉴틈없이 마이클 잭슨의 노래를 트는 심리 작전을 펼쳤다고 한다. 인도에서도 잭슨의 인기는 엄청 나다. 가장 유명한 서양 아티스트로 잭슨의 인기는 인도 전 지역에 퍼져있으며 어떤 마을로 가도 사람들이 마이클 잭슨을 안다고 한다. 'Ahir Bhairab Borthakur'씨는 잭슨을 대체할 뮤지션은 없다고 말했다. 잭슨이 공연을 한 번도 하지 않은 파키스탄에서도 마찬가지로, 파키스탄 사람들에게 마이클 잭슨은 코카콜라와 유비쿼터스 같은 존재라고 한다. 폐쇄적인 기조를 유지한 중국에서도 마이클은 많은 인기가 있었다. 45세의 한 중국인은 "80년대 마이클 잭슨의 음악은 개방 시대를 처음 맞은 중국인들에겐 서양 문화를 상징하는 주제곡이었다."라고 말했다.
잭슨은 공산주의 국가들에게는 엄청난 골칫거리였다. 1988년 서독의 베를린 Bad Tour를 앞두고 동독의 비밀경찰인 슈타지가 바짝 긴장했었다는 비밀문서가 공개됐다. 당시 독일은 분단국가로 베를린 장벽을 사이에 두고 자유진영인 서독과 공산진영인 동독으로 나뉘었는데 슈타지는 장벽 인근에서 열릴 잭슨의 공연으로 인한 사회 혼란을 우려했다. 잭슨의 공연을 보기 위해 동독 청년들이 장벽 쪽으로 몰려가면 수습하기 힘든 사태가 발생할 수도 있다는 판단에서였다. 슈타지는 고민 끝에 대형 스크린으로 잭슨의 공연을 중계하여 동독 청년들이 장벽 쪽으로 몰려가는 것을 막는 계획을 세웠으나 정작 공연이 열리는 날 이 계획은 시행되지 않았다. 결국 청년들은 잭슨의 노래를 듣기 위해 장벽으로 몰려 동독의 경찰들은 이를 막기 위해 진입하는 등 유혈사태가 일어났다. 한편 러시아에 대항하여 분리 독립을 요구하는 체첸공화국의 지도자 'Salman Raduyev' 은 체첸 사람들에게 'Michael Jackson'으로 불렸다. 체첸인들은 그가 마이클 잭슨의 노래인 'Heal the World'의 독립투사 버전이라고 믿었다. 멕시코에서는 마이클 잭슨의 죽음을 추모하기 위하여 멕시코시티 광장으로 1만 4천명이 집결하여 잭슨의 노래에 맞춰 춤을 선보였는데 이는 역사상 가장 큰 규모의 플래쉬몹으로 기네스북에 등재됐다.
잭슨은 월드 투어가 열린 나라마다 지도자를 만났던 유일한 가수다. 25개국 국가 수장들과 만났으며 아프리카의 코트디부아르에서는 5개의 부족장들과도 만났다. 특수부대까지 출동한 대통령급 경호 대접을 받았다. 위키피디아와 유튜브에서도 잭슨은 많은 관심을 받고 있다. 2017.11.12일까지의 누적 데이터 기준, 위키피디아 최다 검색어 순위에서 잭슨은 9,630만 페이지뷰로 가수/밴드 통틀어 1위, 전체 검색어에서는 미국, 트럼프, 오바마, 인도, 2차 세계전쟁 다음으로 6위를 기록 중이다. 또 가장 많이 검색된 앨범 순위에서도 Thriller 앨범이 비틀즈, 에미넴의 앨범과 함께
1,200만 페이지 뷰로 공동 1위, Bad 앨범은 칸예
웨스트의 앨범과 함께 580만 페이지 뷰로 공동
27위이다. 유튜브에서도 잭슨 콘텐츠 관련 영상은 매달 꾸준히 3억 뷰 이상을 기록하고 있는데 이는 최신 인기 가수들과도 비슷하거나 더 높은 수치이다.

## 빌보드 차트
2013년 빌보드에서는 55주년 기념으로 지난 55년간 빌보드 차트를 분석한 결과 빌보드 싱글 차트에서 잭슨은 8번 째로 가장 상업적으로 좋은 성적을 거둔 가수로 조사됐다. 또한 빌보드 1위에 가장 많은 노래를 올린 가수 3위로 확인됐다.
1위 곡
| 연도 | 곡명                                              | 수록 음반                                 |
| 1972 | Ben                                               | Ben                                       |
| 1979 | Don't Stop 'Til You Get Enough                    | Off the Wall                              |
| 1980 | Rock with You                                     | Off the Wall                              |
| 1983 | Billie Jean                                       | Thriller                                  |
| 1983 | Beat It \| Thriller                               |                                           |
| 1983 | Say Say Say (폴 매카트니의 음반에 수록된 듀엣 곡) | Pipes of Peace                            |
| 1987 | I Just Can't Stop Loving You                      | Bad                                       |
| 1987 | Bad                                               | Bad                                       |
| 1987 | The Way You Make Me Feel                          | Bad                                       |
| 1988 | Man in the Mirror                                 | Bad                                       |
| 1988 | Dirty Diana                                       | Bad                                       |
| 1991 | Black or White                                    | Dangerous                                 |
| 1995 | You Are Not Alone                                 | HIStory: Past, Present and Future, Book I |

2위 곡
| 연도 | 곡명             | 수록 음반       |
| 1972 | Rockin' Robin    | Got to Be There |
| 1982 | The Girl Is Mine | Thriller        |

3-10위 곡
| 연도 | 곡명                        | 수록 음반                                 |
| 1971 | Got to Be There             | Got to Be There                           |
| 1980 | Off the Wall                | Off the Wall                              |
| 1980 | She's Out of My Life        | Off the Wall                              |
| 1983 | Wanna Be Startin' Somethin' | Thriller                                  |
| 1983 | Human Nature                | Thriller                                  |
| 1983 | P.Y.T. (Pretty Young Thing) | Thriller                                  |
| 1984 | Thriller                    | Thriller                                  |
| 1988 | Smooth Criminal             | Bad                                       |
| 1992 | Remember the Time           | Dangerous                                 |
| 1992 | In the Closet               | Dangerous                                 |
| 1993 | Will You Be There           | Dangerous                                 |
| 1995 | Scream                      | HIStory: Past, Present and Future, Book I |
| 2001 | You Rock My World           | Invincible                                |
| 2014 | Love Never Felt So Good     | Xscape                                    |